# Serafino Dubois
Pour les articles homonymes, voir Dubois.
Serafino Dubois est un joueur d'échecs italien né le 22 mars 1817 à Rome et mort le 15 janvier 1899 à Rome. Il est considéré comme le meilleur joueur d'échecs italien du XIXe siècle.

## Carrière aux échecs
En 1845-1846, à Rome, Dubois disputa deux matchs amicaux contre  Marmaduke Wyvill. Il remporta le premier match à égalité en gagnant deux tiers des parties et il perdit le second match à handicap contre le même adversaire qui jouait avec un pion de plus et le trait.
Dix ans plus tard, en 1855, Dubois battit Jules Arnous de Rivière (une trentaine de parties), Wincenty Budzyński (vingt parties), C. A. Seguin et S. Lécrivain en match à Paris. Deux années après, en 1857, à Rome, il battit Vitzhum von Eckstaedt en match (4 à 0).
Lors du tournoi d'échecs de Londres 1862, Dubois finit quatrième-cinquième ex æquo avec George MacDonnell ; il reçut le cinquième prix car il avait gagné plus de parties par forfait que MacDonnell. La même année, à Londres, Dubois perdit un match contre Wilhelm Steinitz, qui avait fini sixième du tournoi (3,5 à 5,5, +3 –5 =1) ; il fit match nul (+2 –2 =0) dans un match contre Louis Paulsen (qui avait terminé deuxième du tournoi derrière Adolf Anderssen) et il battit en match à handicap Valentine Green, qui avait terminé avant-dernier du tournoi.
En avril 1863, Dubois partit aux Pays-Bas et  battit Smalt à Rotterdam en 1864 : 2 à 0, avant de rejoindre sa ville natale, Rome. En Italie, il continua à jouer suivant les règles italiennes qui permettaient le roque libre. De 1868 à 1873, il écrivit un traité en trois volumes sur les ouvertures, puis il publia le livre du tournoi national de Rome 1875 (premier tournoi moderne italien).